# Deleção

Deleção em um cromossomo

Deleção é a designação dada em genética à perda total ou parcial de um segmento do cromossomo. Está ligada a várias anomalias cromossómicas. De maneira mais particular, o termo designa a perda de sequência(s) nucleotídica(s) pelo genoma de um organismo. Tal perda de material genético é a causa de inúmeras doenças genéticas.A deleção resulta em desequilíbrio do cromossomo por perda de um segmento cromossômico. Pode ser terminal ou intersticial.